# It-Bag

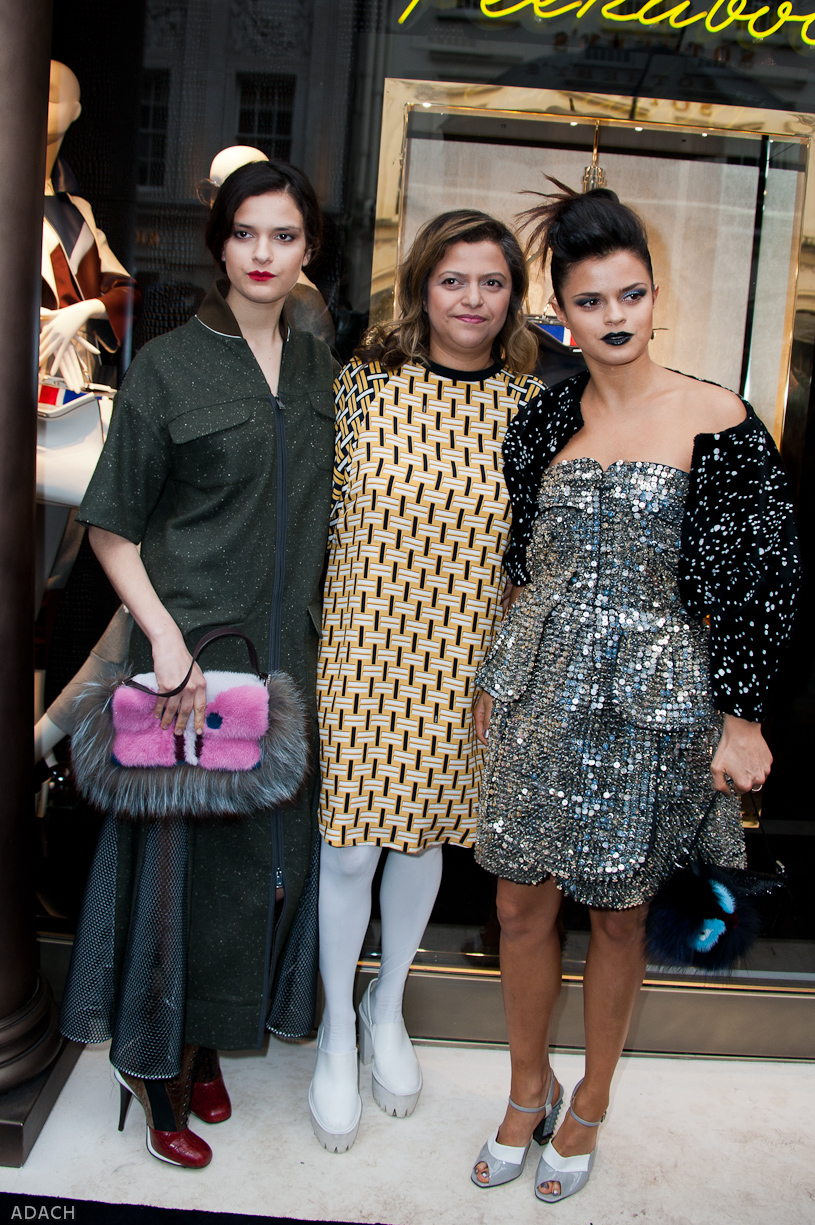
It-Girls mit zwei modischen Varianten der Baguette Bag, 2014

It-Bag bezeichnet seit dem Ende der 1990er Jahre eine modische Handtasche, die für kurze Zeit, meist eine Saison lang, außergewöhnlich populär ist und dadurch zum Statussymbol wird.
Zu den ersten It-Bags gehörte die 1997 von Silvia Venturini Fendi für die italienische Modefirma Fendi entworfene Handtasche Baguette-Bag, so genannt weil sie wie ein Baguettebrot unter den Arm geklemmt werden konnte. Als die Tasche prominent in der Fernsehserie Sex and the City auftrat, wurde die Tasche weltweit so populär, dass Wartelisten und lange Schlangen entstanden und damit das kriselnde Unternehmen zu einem der wichtigsten Luxustaschenhersteller der 2000er Jahre machten. Auch Tom Ford trug zur steigenden Popularität von auffälligen Luxushandtaschen bei, indem er die Models seiner Modenschauen mit Handtaschen ausstattete. Dadurch stiegen Nachfrage und Preise der Luxushandtaschen. Nach diesen Erfolgen begannen auch andere Modehäuser, darunter Chanel, Balenciaga und Chloé, saisonale Taschenmodelle herauszubringen, deren Designs Modetrends setzen sollen.
It-Bags werden häufig von Stars, unter anderem It-Girls, als Accessoire zu öffentlichen Events getragen, oft als Werbepartnerschaft mit dem entsprechenden Unternehmen, um das Modell bekannt zu machen. Das Design von It-Bags ist häufig auffällig und trägt ein großes Markenlogo. Als erste Handtasche mit auffällig sichtbarem Markenlogo gilt ein Modell, das Giuliana Camerino 1949 für ihr Modelabel „Roberta Di Camerino“ entwarf und mit dem Initial „R“ musterte. Diese Tasche wurde unter anderem von Grace Kelly und Liz Taylor getragen.
Als weitere It-Bags gelten unter anderem die Saddle-Bag von Dior und die Paddington-Bag von Chloé. Als Gegenteil gelten Klassiker wie die Birkin Bag und die Kelly Bag.
Während It-Bags zunächst ausschließlich Damenhandtaschen waren, kamen ab Ende der 2000er Jahre auch modische Handtaschen für Herren bei den internationalen Modenschauen auf. Ende der 2010er Jahre ließ die Nachfrage nach It-Bags wieder nach.